# أوليفر هولت
أوليفر هولت (بالإنجليزية: Oliver Holt)‏ هو صحفي بريطاني، ولد في 22 مايو 1966 في ستوكبورت في المملكة المتحدة.